# Juan Lebrón
Juan Lebrón Chincoa, plus connu sous le nom de Juan Lebrón, né le 30 janvier 1995 à El Puerto de Santa María, est un joueur professionnel de padel espagnol.
Lors de la saison 2022, il est termine no 1 mondial en association avec Alejandro Galán au classement du World Padel Tour.
Il évolue depuis la saison 2025 avec Franco Stupaczuk.

## Biographie
Juan grandit à Puerto Santa Maria, un petit village andalou près de Cadix, et découvre le padel à l’âge de 7 ans.
Il quitte sa ville natale à 17 ans pour rejoindre Madrid, au sein d'un internat sportif où cohabitent des espoirs du Real Madrid, des tennismen et d’autres athlètes de haut niveau.
Juan rejoint très vite le circuit mondial et joue avec plusieurs partenaires de renom, dont Juan Cruz Belluati.
Pour la saison 2019, il fait équipe avec Paquito Navarro, un autre prodige espagnol du padel. Ils décrochent de nombreux titres majeurs et deviennent le premier duo espagnol à atteindre la première place mondiale.
Associé à Alejandro Galán à partir de 2020, il forme une paire de joueurs de padel espagnols qui est no 1 au classement mondial à la fin des saisons 2020 et 2021. Lors de la saison 2021, les deux joueurs remportent sept tournois du World Padel Tour à Alicante, Santander, Marbella, Cascais, Lugo, Minorque et Madrid.
Ils confirment leur forme en 2022 en remportant quatre tournois Premier Padel et dix tournois World Padel Tour. Toujours en paire avec Alejandro Galán il remporte en 2023 un titre Premier Padel et quatre titres World Padel Tour.
Après plusieurs mois de rumeurs et d'incertitudes, Galán décide de se séparer de Lebrón en Mars 2024.
Il reforme alors une paire avec son ancien coéquipier de 2019, Paquito Navarro, pour quatre mois jusqu'en juillet, avant de terminer la saison avec Martin Di Nenno.
Pour la saison 2025, il évolue aux côtés de Franco Stupaczuk. Ils remportent ensemble le P2 de Cancún, dans un contexte particulier. En effet le tournoi est boycotté par la quasi-totalité des joueurs du top 100 mondial et une bonne partie du top 200, pour protestation contre les nouvelles règles du circuit Premier Padel, jugées défavorables aux joueurs, ce qui soulève des questions sur la légitimité de ce titre et des points obtenus grâce à celui-ci.

## Titres

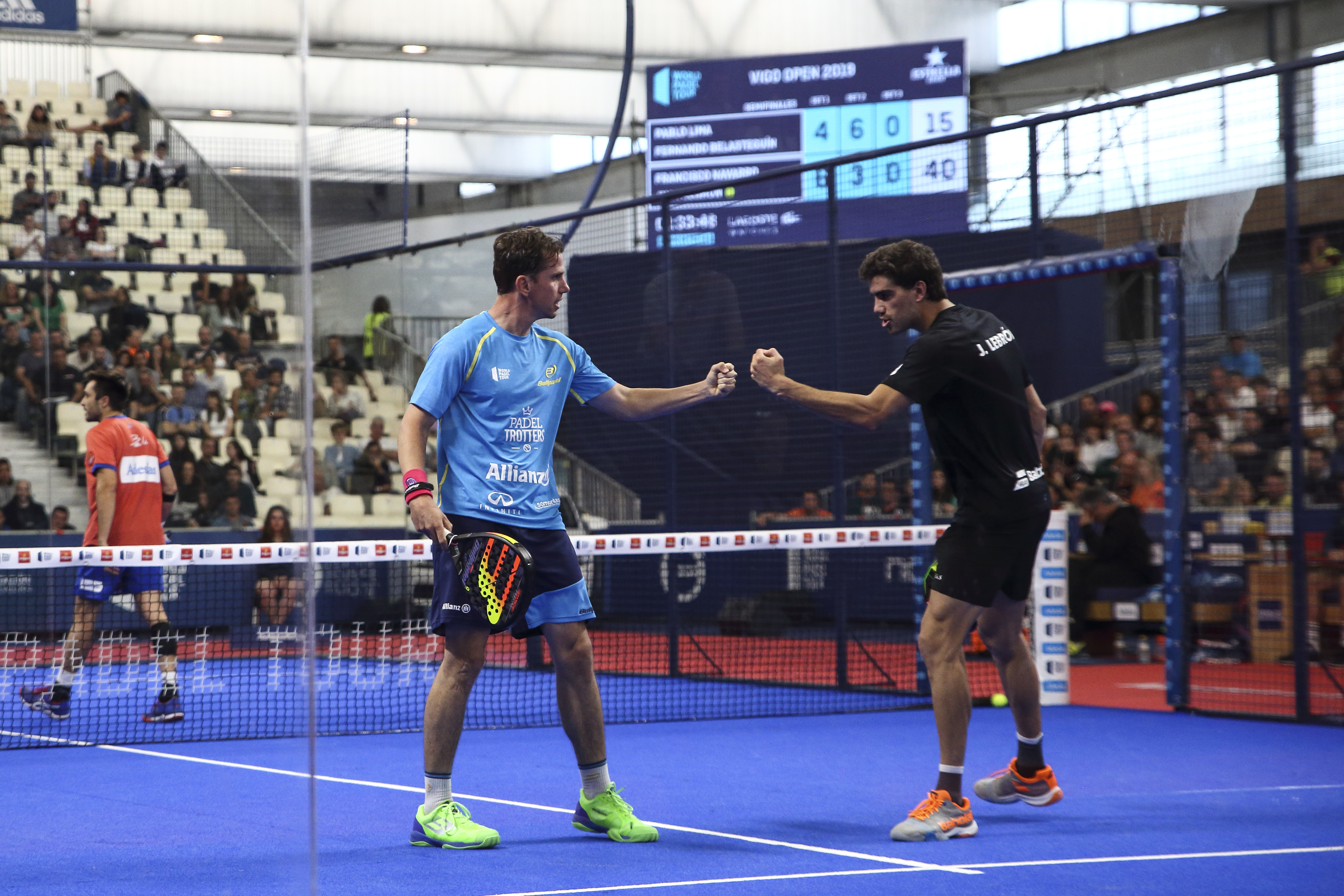
Juan Lebrón (à droite) avec Paquito Navarro à l'Open de Vigo 2019 sur le circuit World Padel Tour

### Championnat du monde de padel
| N.º | Année | Ville hôte | Adversaires en finale | Résultat |
| --- | ----- | ---------- | --------------------- | -------- |
| 1.  | 2021  | Doha       | Argentine             | 2-0      |

### Premier Padel
| N.º | Année | Tournoi | Catégorie | Partenaire       | Adversaires en finale            | Résultat        |
| --- | ----- | ------- | --------- | ---------------- | -------------------------------- | --------------- |
| 1.  | 2022  | Rome    | Major     | Alejandro Galán  | Paquito Navarro Martín Di Nenno  | 4-6 / 7-5 / 6-4 |
| 2.  | 2022  | Paris   | Major     | Alejandro Galán  | Juan Tello Federico Chingotto    | 6-3 / 4-6 / 6-4 |
| 3.  | 2022  | Madrid  | P1        | Alejandro Galán  | Paquito Navarro Martín Di Nenno  | 5-7 / 6-2 / 6-3 |
| 4.  | 2022  | Milan   | P1        | Alejandro Galán  | Víctor Ruiz Lucas Bergamini      | 6-2 / 6-2       |
| 5.  | 2023  | Milan   | P1        | Alejandro Galán  | Franco Stupaczuk Martín Di Nenno | 7-6 / 6-7 / 7-6 |
| 6.  | 2024  | Riyad   | P1        | Alejandro Galán  | Agustín Tapia Arturo Coello      | 6-7 / 6-4 / 6-4 |
| 7.  | 2024  | Nokia   | P2        | Martín Di Nenno  | Coki Nieto Jon Sanz              | 7-5 / 6-3       |
| 8.  | 2025  | Cancún  | P2        | Franco Stupaczuk | Tolito Aguirre Gonzalo Alfonso   | 6-2 / 6-3       |

### World Padel Tour
| N.º | Année | Tournoi                | Catégorie    | Partenaire      | Adversaires en finale              | Résultat        |
| --- | ----- | ---------------------- | ------------ | --------------- | ---------------------------------- | --------------- |
| 1.  | 2019  | Alicante               | Open         | Paquito Navarro | Pablo Lima Fernando Belasteguín    | 3-6 / 7-6 / 6-2 |
| 2.  | 2019  | Jaén                   | Open         | Paquito Navarro | Sanyo Gutiérrez Maxi Sánchez       | 7-5 / 6-4       |
| 3.  | 2019  | Valladolid             | Master       | Paquito Navarro | Juani Mieres Alejandro Galán       | 6-7 / 6-4 / 6-4 |
| 4.  | 2019  | Bastad                 | Open         | Paquito Navarro | Matías Díaz Franco Stupaczuk       | 6-3 / 7-6       |
| 5.  | 2019  | São Paulo              | Open         | Paquito Navarro | Uri Botello Javier Ruiz            | 7-6 / 6-4       |
| 6.  | 2020  | Estrella Damm Madrid   | Open         | Alejandro Galán | Pablo Lima Paquito Navarro         | 2-6 / 6-3 / 6-2 |
| 7.  | 2020  | Vuelve a Madrid Madrid | Open         | Alejandro Galán | Fernando Belasteguín Agustín Tapia | 4-6 / 6-1 / 6-4 |
| 8.  | 2020  | Adeslas Madrid         | Open         | Alejandro Galán | Federico Chingotto Juan Tello      | 6-7 / 6-1 / 6-4 |
| 9.  | 2020  | Valence                | Open         | Alejandro Galán | Federico Chingotto Juan Tello      | 6-3 / 7-6       |
| 10. | 2020  | Barcelone              | Master       | Alejandro Galán | Sanyo Gutiérrez Franco Stupaczuk   | 6-4 / 6-1       |
| 11. | 2020  | Alicante               | Open         | Alejandro Galán | Sanyo Gutiérrez Franco Stupaczuk   | 4-6 / 6-3 / 6-4 |
| 12. | 2021  | Alicante               | Open         | Alejandro Galán | Álex Ruiz Franco Stupaczuk         | 6-0 / 6-4       |
| 13. | 2021  | Santander              | Open         | Alejandro Galán | Javi Rico Momo González            | 6-3 / 6-2       |
| 14. | 2021  | Marbella               | Master       | Alejandro Galán | Pablo Lima Agustín Tapia           | 7-6 / 6-2       |
| 15. | 2021  | Cascais                | Master       | Alejandro Galán | Federico Chingotto Juan Tello      | 4-6 / 7-5 / 6-3 |
| 16. | 2021  | Lugo                   | Open         | Alejandro Galán | Martín Di Nenno Paquito Navarro    | 6-4 / 4-6 / 6-3 |
| 17. | 2021  | Minorque               | Open         | Alejandro Galán | Martín Di Nenno Paquito Navarro    | 6-3 / 6-4       |
| 18. | 2021  | Madrid                 | Master Final | Alejandro Galán | Sanyo Gutiérrez Agustín Tapia      | 6-4 / 6-4       |
| 19. | 2022  | Alicante               | Open         | Alejandro Galán | Paquito Navarro Martín Di Nenno    | 6-2 / 6-3       |
| 20. | 2022  | Bruxelles              | Open         | Alejandro Galán | Pablo Lima Franco Stupaczuk        | 6-3 / 6-3       |
| 21. | 2022  | Marbella               | Master       | Alejandro Galán | Álex Ruiz Momo González            | 6-2 / 6-4       |
| 22. | 2022  | Valladolid             | Master       | Alejandro Galán | Fernando Belasteguín Arturo Coello | 7-6 / 6-4       |
| 23. | 2022  | Cascais                | Open         | Alejandro Galán | Sanyo Gutiérrez Agustín Tapia      | 6-2 / 6-7 / 6-1 |
| 24. | 2022  | Stockholm              | Open         | Alejandro Galán | Paquito Navarro Martín Di Nenno    | 6-7 / 6-2 / 6-1 |
| 25. | 2022  | Minorque               | Open         | Alejandro Galán | Ramiro Moyano Francisco Gil        | 6-4 / 4-6 / 6-2 |
| 26. | 2022  | Malmö                  | Open         | Alejandro Galán | Sanyo Gutiérrez Agustín Tapia      | 4-6 / 6-1 / 6-2 |
| 27. | 2022  | Buenos Aires           | Master       | Alejandro Galán | Fernando Belasteguín Arturo Coello | 7-6 / 6-2       |
| 28. | 2022  | Barcelone              | Master Final | Alejandro Galán | Federico Chingotto Martín Di Nenno | 6-4 / 6-7 / 6-2 |
| 29. | 2023  | Tampere                | Open         | Alejandro Galán | Coki Nieto Jon Sanz                | 6-0 / 7-6       |
| 30. | 2023  | Düsseldorf             | Open         | Alejandro Galán | Franco Stupaczuk Martín Di Nenno   | 6-2 / 6-2       |
| 31. | 2023  | Minorque               | Open         | Alejandro Galán | Agustín Tapia Arturo Coello        | 6-3 / 6-2       |
| 32. | 2023  | Malmö                  | Open         | Alejandro Galán | Franco Stupaczuk Martín Di Nenno   | 6-3 / 6-4       |